# Arcticfox
Arcticfox es un videojuego de simulación de tanques de ciencia ficción desarrollado por Dynamix y distribuido por Electronic Arts en 1986. Fue distribuido en Europa por Ariolasoft. Una secuela de Stellar 7 de Dynamix, Arcticfox fue desarrollado para la Amiga como uno de los primeros títulos de la plataforma, pero fue rápidamente porteado a otras plataformas incluyendo la Atari ST, Commodore 64, ZX Spectrum, MS-DOS, Apple II y Amstrad CPC. Un tercer juego fue lanzado en la serie en 1991 titulado Nova 9: The Return of Gir Draxon.
El juego está ambientado en un 2005 ficticio donde los alienígenas se han apoderado de la Antártica en un intento de robar el oxígeno de la Tierra. El jugador es enviado a erradicar a los intrusos utilizando un nuevo supertanque con el nombre clave Arcticfox.
El equipo de diseño de Arcticfox en Dynamix produjo The Incredible Machine y Red Baron.

## Jugabilidad
El jugador deberá pilotear el tanque en el territorio enemigo con el objetivo de destruir la base alienígena. Utilizará las habilidades del tanque para destruir naves y equipo alienígenas. El tanque Arcticfox está equipado con un cañón, misiles teledirigidos, minas terrestres, un radar, un dispositivo GPS y visores de proa y popa. El jugador se enfrentará a una variedad de unidades enemigas que incluye aviones, tanques, búnkeres y torres de comunicación.
El punto de observación del juego es la cabina del tanque Arcticfox. Desde allí, el jugador podrá ver la pantalla principal al igual que las demás características del tanque como el radar. Esta perspectiva también muestra la mano del personaje en la palanca que se moverá de acuerdo a los movimientos del tanque. Los blancos enemigos aparecerán en las pantallas de visión y el radar.

## Recepción
Computer Gaming World llamó a Arcticfox «el primer juego de EA nuevo original que utiliza funciones distintas para la Amiga», llamando a los gráficos y sonidos «¡sensacionales!». Sugirió usar una palanca en lugar de un ratón. En 1996, la revista calificó a la versión de Amiga de Arcticfox como el 138.º mejor juego de todos los tiempos, llamándolo «el shooter con polígonos 3D seminal». Compute! también aclamó la versión de Amiga, y dijo que el juego le gustaría a aquellos que disfrutaran tanto estrategia como acción arcade. Antic elogió la jugabilidad de la versión de Atari ST y concluyó que fue un juego que los jugadores volverán a jugar una y otra vez. La revista Info le dio a la versión de Commodore 64 cuatro estrellas de cinco, elogiando sus «gráficos 3-D grandiosos», su «interfaz de control intuitiva», y el control de los misiles. El personal de la revista Crash fue crítico con la versión de ZX Spectrum del juego, dándole un puntaje general de 41%.